# Паславський Іван Стефанович
Іван Стефанович Паславський (31 травня 1895 — після 1947, Абезь, Комі АРСР, СРСР) — журналіст, український громадський діяч на Далекому Сході.

## Життєпис
У 1913 став одним із засновників та провідників Пласту в Яворові, де навчався в гімназії.
Учасник Першої світової війни. У серпні 1914 вступив до Легіону Українських січових стрільців. У січні 1915 в Карпатах потрапив у російський полон, перевезений до табору військовополонених в Сибіру, а згодом — до Владивостока (1920), де брав актину участь в українському громадському житті, працював у «Вечерней газете». 
Після встановлення на Зеленому клині радянської влади (1922) перебрався до Харбіна (Маньчжурія), викладав у ліцеї Святого Миколая. Один із засновників і отаман товариства «Січ» (1926), перейменованого 2.12.1928 у товариство «Просвіта». Довголітній голова товариства «Просвіта» в Харбіні (1928—1933; 1935—1937). Редактор тижневика «Українське життя» (1929—1930). У 1929—1930 — співредактор української сторінки «Украинская жизнь» в газеті «Гун-бао». На початку 1930-х заснував видання газети «Українські листи з Далекого Сходу». Від 1 травня 1934 — адміністратор місячника «Ватра», що планувалося видавати у Харбіні. Голова установчих зборів, на яких було утворено Українську національну колонію в Харбіні (1935), голова Українського театрально-співочого товариства при УНК (1938).
В 1945 після вступу радянських військ до Маньчжурії заарештований та вивезений до СРСР. Перебував в ув'язненні в Ухтіжемлагу (Комі АРСР), 15 жовтня 1947 заарештований та 4 листопада 1947 засуджений військовим трибуналом військ МВС СССР при Управлінні будівництва Північно-Печорської залізниці за ст. 58–4 КК РСФСР до 10 років позбавлення волі. Ймовірно, загинув у сталінських таборах.